# Akron (film)
Akron je americký hraný film z roku 2015, který režíroval Brian O'Donnell podle vlastního scénáře. Film zachycuje vztah dvou mladíků, který je ovlivněn tragédií z jejich dětství. Snímek měl světovou premiéru na Lesbian & Gay Film Festival v Seattlu 12. října 2015.

## Děj
Benny a Christopher studují na univerzitě v Akronu v Ohiu. Potkají se náhodně během přátelského fotbalového utkání a tím začne jejich vztah. Benny bydlí s rodiči a mladší sestrou Beccou přímo v Akronu, ale Christopher bydlí na internátu, neboť jeho matka žije na Floridě. Obě rodiny vztah mladíků podporují a Christopher pozve Bennyho na jarní prázdniny k sobě na Floridu do Jacksonville. Teprve v den odjezdu Christopher zjistí, že Benny měl staršího bratra, který v dětství zahynul, když nečekaně vběhl pod kola automobilu. Tehdy si Christopher uvědomí, že auto tehdy řídila jeho matka a poté se rodina z Akronu odstěhovala. Christopherova matka Carol  po jejich příjezdu rychle zjistí, kdo je Benny a navzdory Christopherovu naléhání řekne Bennymu pravdu. Benny odjíždí druhý den domů do Ohia a po návratu se s Christopherem rozejde. Rodiče ho v jeho rozhodnutí podporují. Nicméně mladý pár se nakonec usmíří a společně navštíví školní představení Jezinky a bezinky, ve kterém hraje hlavní roli Bennyho sestra Becka. Bennyho rodiče nejsou rádi, když vidí, že Benny přišel s Christopherem. Benny se s nimi pohádá a přestěhuje se ke Christopherovi. Mezitím do Akronu přijede Christopherova matka, aby požádala Bennyho matku o odpuštění. Ta posléze pozve Bennyho s Christopherem na večeři.

## Obsazení
| Matthew Frias       | Benny Cruz                          |
| Edmund Donovan      | Christopher Welling                 |
| Joseph Melendez     | David Cruz, Bennyho otec            |
| Andréa Burns        | Lenora Cruz, Bennyho matka          |
| Isabel Rose Machado | Becca Cruz, Bennyho sestra          |
| Amy da Luz          | Carol Welling, Christopherova matka |
| Cailan Rose         | Julie, Bennyho nejlepší kamarádka   |

## Ocenění
- Columbus International Film & Video Festival - nejlepší LGBT film
- Rochester LGBT Film Festival – cena publika za nejlepší nezávislý celovečerní film
- OutReel Cincinnati Film Festival – nejlepší celovečerní film
- Miami LGBT Film Festival – nejlepší celovečerní film